# 永初 (南朝宋)
永初（えいしょ）は、中国の南北朝時代、南朝宋の武帝（劉裕）の治世に使われた元号。420年 - 422年。

## 出来事
- 永初元年
  - 6月14日：劉裕、東晋の恭帝の禅譲を受け即位。永初と改元。
- 永初2年
  - 9月30日：東晋の恭帝が殺される。
- 永初3年
  - 5月21日：武帝崩御。少帝劉義符が即位。

## 西暦・干支との対照表
| 永初 | 元年  | 2年   | 3年   |
| 西暦 | 420年 | 421年 | 422年 |
| 干支 | 庚申  | 辛酉  | 壬戌  |

## 他年号との対照表
| 永初 | 元年   | 2年    | 3年    |
| 西秦 | 建弘元 | 建弘2  | 建弘3  |
| 北魏 | 泰常5  | 泰常6  | 泰常7  |
| 北涼 | 玄始9  | 玄始10 | 玄始11 |
| 西涼 | 永建元 | 永建2  | -      |
| 北燕 | 太平12 | 太平13 | 太平14 |
| 夏   | 真興2  | 真興3  | 真興4  |